# دالاس هارمز
دالاس هارمز هو كاتب أغاني ومغني كندي، ولد في 18 يوليو 1935.